# خسروآباد (میمه و وزوان)
خسروآباد، روستایی در دهستان ونداده بخش مرکزی شهرستان میمه و وزوان در استان اصفهان ایران است.

## جمعیت
بر پایه سرشماری عمومی نفوس و مسکن در سال ۱۳۹۵، جمعیت این روستا برابر با ۲۵۸ نفر (۹۵ خانوار) بوده است.